# あしたの少女
『あしたの少女』（あしたのしょうじょ、原題：다음 소희、英題：Next Sohee）は、2022年公開の韓国映画。監督のチョン・ジュリと主演のペ・ドゥナは、映画『私の少女』以来8年ぶりのタッグとなった。第75回カンヌ国際映画祭で韓国映画として初めて批評家週間の閉幕作に選ばれ、ソヒ役のキム・シウンは百想芸術大賞など4つの映画賞で新人女優賞を獲得した。

## 製作・上映
2016年、特性化高校の女子学生が、韓国全州市にある大手通信会社のコールセンターに現場実習生として入った。働き始めてから3か月後の2017年1月、学生は自殺した。同年3月18日、SBSの調査報道番組『それが知りたい』は事件を取り扱った回を放映した。
2020年末、製作会社ツインプラスパートナーズの代表は「この事件を映画にしよう」とチョン・ジュリに提案した。チョン・ジュリは事件を取り扱った『それが知りたい』を見返し、現場実習の問題に関連する報道記事や討論会の映像、本などを当たった。5か月間、昼も夜もなくシナリオに没頭し、2021年5月に脱稿した。映画の製作が確定すると、チョン・ジュリは自殺した女子学生の父親を訪ね、シナリオを見せた。
電子メールでシナリオを受け取ったペ・ドゥナは翌朝、チョン・ジュリに「私たちまた会いましょう」と電話した。ペ・ドゥナはチョン・ジュリの監督デビュー作『私の少女』（2014年）に主演しており、二人は再びタッグを組むことになった。
2022年1月16日にクランクインし、同年2月28日にクランクアップした。全州映像委員会が主管する「2022全北ロケーションインセンティブ事業」の支援を受けて製作され、完山区多価洞通り、全州徳津警察署、全北大学病院葬儀場、松川洞金星葬儀場、完州松光スーパーなど、全州市内の多数の場所でロケ撮影が行われた。
高校生のソヒが働くコールセンターの労働環境は、実際の事件の現場がほぼ忠実に再現された。ソヒの死後にペ・ドゥナ扮する刑事が事件を調べる後半部分はフィクションである。チョン・ジュリはシンガーソングライターのイ・スンファンに電話し、独立系映画のため無料で楽曲を使ってもよいかと頼んだ。その結果、イ・スンファンが2006年に発表した「어떻게 사랑이 그래요」が挿入歌として使用された。
2022年5月の第75回カンヌ国際映画祭で韓国映画として初めて批評家週間の閉幕作に選ばれた。
日本では、2022年秋に開催された東京フィルメックスに『Next Sohee（英題）』のタイトルで出品され、2023年8月25日に一般公開された。

## ストーリー
ダンス好きの明るい高校生・ソヒ（キム・シウン）は、担任教師からインターンシップの実習先として大手通信会社の下請け会社であるコールセンターを紹介される。実習生として働き始めたソヒだったが、過酷なノルマ、顧客からの言葉の暴力、規定外の低賃金労働などに不満を募らせていた。
ある雪の日、ソヒが出社すると指導員のチーム長が自死していた。ソヒは大きなショックを受けたが、会社は実習生を口止めし、業務を継続するよう促し、チーム長の死を問題視することはなかった。
より一層不満を抱えた状態のソヒは会社の方針に反する対応を行い、新たに赴任したチーム長から懲戒処分を言い渡される。学校の就業率に固執する担任教師、娘の悩みを見て見ぬふりする両親、苦しむ姿にも手を差し伸べる人はおらず、ソヒは独りで神経をすり減らしていく。ソヒは真冬の貯水池で遺体として発見された。
ソヒの死を捜査することになったのは、刑事ユジン（ペ・ドゥナ）。ソヒの職場や家族、友人を訪ねていくことで、次第に彼女が見せていた姿、死へと追いやった根深い問題へと迫っていく。

## キャスト
- ユジン - ペ・ドゥナ
- ソヒ - キム・シウン（英語版）
- チョン・フェリン
- カン・ヒョンオ
- パク・ウヨン
- チョン・スハ
- シム・ヒソプ
- チェ・ヒジン

## スタッフ
- 監督・脚本：チョン・ジュリ（英語版）
- エグゼクティブプロデューサー：チェ・ピョンホ、キム・チョルウ、キム・ドンハ
- プロデューサー：キム・ドンハ、キム・ジヨン
- 撮影：キム・イルヒョン
- 照明：キム・ミンジェ
- プロダクション・デザイナー：チェ・イム
- 衣装：キム・ハギョン
- メイク：オ・チャンリョル
- 編集：イ・ヨンリム、ハン・ジユン
- 音楽：チャン・ヨンギュ
- 日本字幕：福留友子
- 日本配給：ライツキューブ

## 受賞とノミネート
映画賞
| 賞                         | 部門                     | 対象             | 結果       |
| -------------------------- | ------------------------ | ---------------- | ---------- |
| 第59回百想芸術大賞         | 作品賞                   | 『あしたの少女』 | ノミネート |
| 第59回百想芸術大賞         | 監督賞                   | チョン・ジュリ   | ノミネート |
| 第59回百想芸術大賞         | 脚本賞                   | チョン・ジュリ   | 受賞       |
| 第59回百想芸術大賞         | 最優秀女優賞             | ペ・ドゥナ       | ノミネート |
| 第59回百想芸術大賞         | 新人女優賞               | キム・シウン     | 受賞       |
| 第59回百想芸術大賞         | グッチ・インパクト賞     | 『あしたの少女』 | 受賞       |
| 第59回大鐘賞               | 作品賞                   | 『あしたの少女』 | ノミネート |
| 第59回大鐘賞               | 監督賞                   | チョン・ジュリ   | ノミネート |
| 第59回大鐘賞               | 脚本賞                   | チョン・ジュリ   | ノミネート |
| 第59回大鐘賞               | 最優秀女優賞             | ペ・ドゥナ       | ノミネート |
| 第59回大鐘賞               | 新人女優賞               | キム・シウン     | 受賞       |
| 第44回青龍映画賞           | 作品賞                   | 『あしたの少女』 | ノミネート |
| 第44回青龍映画賞           | 監督賞                   | チョン・ジュリ   | ノミネート |
| 第44回青龍映画賞           | 脚本賞                   | チョン・ジュリ   | 受賞       |
| 第44回青龍映画賞           | 新人女優賞               | キム・シウン     | ノミネート |
| 第32回釜日映画賞           | 作品賞                   | 『あしたの少女』 | ノミネート |
| 第32回釜日映画賞           | 監督賞                   | チョン・ジュリ   | 受賞       |
| 第32回釜日映画賞           | 主演女優賞               | ペ・ドゥナ       | ノミネート |
| 第32回釜日映画賞           | 新人女優賞               | キム・シウン     | 受賞       |
| 第32回釜日映画賞           | 脚本賞                   | チョン・ジュリ   | ノミネート |
| 第32回釜日映画賞           | ユ・ヒョンモク映画芸術賞 | ペ・ドゥナ       | 受賞       |
| 第28回春史大賞映画祭       | ある視点部門監督賞       | チョン・ジュリ   | 受賞       |
| 第28回春史大賞映画祭       | 新人女優賞               | キム・シウン     | ノミネート |
| 第43回韓国映画評論家協会賞 | 作品賞                   | 『あしたの少女』 | 受賞       |
| 第43回韓国映画評論家協会賞 | 新人女優賞               | キム・シウン     | 受賞       |

映画祭
- カンヌ国際映画祭（2022） -	批評家週間 クロージングフィルム
- ファンタジア国際映画祭（2022） - クロージングフィルム、シュバル・ノワール・コンペティション部門 最優秀監督賞、Silver Audience Award for Best Asian Film
- アミアン国際映画祭（2022） - 観客賞、Special Mention、UPJV (Université de Picardie Jules Verne) Reference Award
- 東京フィルメックス（2022） - 審査員特別賞
- 平遥国際映画祭（2022） - 最優秀作品賞
- アレス映画祭（2023）- オープニングフィルム
- クレテイユ国際女性映画祭（2023） - Best Feature for Young Audiences
- レミス・ポーラー・クライム映画祭（2023） - 審査員賞
- フィレンツェ韓国映画祭（2023） - 審査員賞
- イスタンブール国際映画祭（2023） - FIPRESCI賞